# Ростовская телебашня
Ростовская телебашня — типовая телевизионная и радиовещательная башня проекта 3803 KM, расположенная в Железнодорожном районе Ростова-на-Дону на 1-й Баррикадной улице.
Телебашня является самым высоким сооружением в Ростове-на-Дону. Её высота составляет 195 метров. В зоне действия её передатчиков находится значительная часть (кроме, Новочеркасска) Ростовской агломерации населением 2,2 млн человек, включающая в себя, кроме Ростова-на-Дону, такие крупные города, как Батайск, Азов, Аксай. С помощью телебашни осуществляет своё вещание Ростовский радиотелецентр РТРС.

## История
Эпоха телевещания на территории Ростовской области началось со строительства Ростовской телебашни высотой 195 метров. Башню спроектировал Московский институт стальных конструкций. Её возведение велось два года и было завершено 29 апреля 1958 года. Пробные телепередачи начались уже на следующий день — 30 апреля 1958 года. С 1969 года осуществляется передача цветного телевещания. В 1992 году на башне произошёл пожар, в результате которого выгорело несколько кабелей и трансформаторов. Авария вызвала прекращение телевещания на 12 часов. Причиной этого стала выгоревшая часть системы трансформатора. Рабочие вели ремонтные работы на высоте при неблагоприятных погодных условиях. Работники, занимающиеся устранением неполадки, сменяли друг друга каждые 30 минут. Специалисты заявляют о достаточно неблагоприятных последствиях, если подобное произойдет ещё раз.

## Современное состояние
Решётчатая ажурная металлическая конструкция опирается на четыре бетонные опоры. Секции башни попеременно выкрашены в красный и белый цвета. Подсветка телебашни в тёмное время суток осуществляется при помощи установленных на ней лазерных светодиодов, дающих равномерное освещение конструкций без засветок. Яркое свечение башни достигается путём использования флуоресцентной краски для покраски наружных элементов. Также в 2018 году на телебашню были установлены светодиодные rgb-гирлянды, которые обеспечивают ей красивую подсветку, которую видно со всего города. Ещё в 2000 году журналисты писали, что состояние телебашни требует срочного ремонта. Её отклонение от оси в пять раз превышает норму.
Срок эксплуатации антенны ростовской башни составлял 15 лет с момента установки, в то время как она функционирует до сих пор и не была заменена. Основной материал, из которого была изготовлена антенна — сталь. Металлические конструкции нуждаются в покраске. Общая сумма, по состоянию на 2000 год, которая нужна была для того, чтобы привести состояние башни в порядок, составляла 600 тысяч рублей. На эти деньги можно было заменить антенну, сделать увеличение несущей способности всей конструкции.

## Альтернативы. Пенташпиль
В 1998 году Градостроительный совет Ростова-на-Дону одобрил идею ростовчанина Сергея Кивенко, который разработал проект новой городской телебашни, названный им «Пенташпилем». «Пенташпиль» это 315-метровая ажурная башня, представляющая собой пять изящно изогнутых восходящих опор. Под строительство был выделен участок в районе бывшего аэродрома Нижнегниловской. Но уже в марте 1999 года городской инженерный совет закрыл проект Кивенко.
В 2002 году проект Сергея Кивенко «ПЕНТАШПИЛЬ» обрёл второе дыхание — автор создал вокруг башни многофункциональный «ПЕНТАШПИЛЬ-комплекс». Проектом заинтересовались серьёзные инвесторы. Общая стоимость всего строительства, включая комплекс расположенных вокруг башни зданий, оценивался примерно в сумму от 60 до 90 миллионов долларов.